# Marmor-Querzahnmolch
Der Marmor-Querzahnmolch (Ambystoma opacum), auch Gebänderter Querzahnmolch, gehört zur Familie der Querzahnmolche (Ambystomatidae).

## Beschreibung
Die Tiere erreichen eine Länge von 10 bis 12 Zentimetern und wirken gedrungen. Die Männchen sind etwas kleiner und leichter als die Weibchen. Die Grundfarbe ist ein Lackschwarz, welches von silberweißen Flecken und Bändern unterbrochen wird. Die Farbgebung der Musterung ist bei den Männchen intensiver als bei den Weibchen.

## Vorkommen und Lebensweise
Der Marmor-Querzahnmolch kommt im Osten der Vereinigten Staaten von Long Island im Norden bis Nordflorida im Süden vor; westlich dringt er bis ins östliche Texas, nach Louisiana und zum Lake Michigan vor. Die Tiere leben in Feucht- und Sumpfgebieten, wo sie ein terrestrisches, nachtaktives Leben führen. Sie ernähren sich von Würmern, Insekten, Spinnen und Schnecken.

## Fortpflanzung
Marmor-Querzahnmolche sind normalerweise Einzelgänger. Zur Paarungszeit im Herbst wandern die Tiere, um sich zu treffen. Im Gegensatz zu anderen Querzahnmolchen finden Balz, Paarung und Eiablage an Land statt. Ein Weibchen legt etwa 30 bis 200 Eier in feuchte Moosvertiefungen in unmittelbarer Nähe ephemerer Tümpel. Es bewacht danach die Eier bis zum Einsetzen von Regenfällen des Winterhalbjahres, die die Bodenmulden mit den Gelegen schließlich überfluten. Die kiementragenden Larven schlüpfen nach etwa 40 bis 50 Tagen. Nach ihrer Metamorphose zum Landtier suchen sie später kein Gewässer mehr auf. Jungtiere erreichen die Geschlechtsreife nach zwei bis drei Jahren.